# Liste der Kulturdenkmäler in Lenderscheid
Die folgende Liste enthält die in der Denkmaltopographie ausgewiesenen Kulturdenkmäler auf dem Gebiet des Ortsteils Lenderscheid der Gemeinde Frielendorf, Schwalm-Eder-Kreis, Hessen.
Hinweis: Die Reihenfolge der Denkmäler in dieser Liste orientiert sich an der Anschrift, alternativ ist sie auch nach der Bezeichnung oder der Bauzeit sortierbar.
Kulturdenkmäler werden fortlaufend im Denkmalverzeichnis des Landes Hessen durch das Landesamt für Denkmalpflege Hessen auf Basis des Hessischen Denkmalschutzgesetzes (HDSchG) geführt. Die Schutzwürdigkeit eines Kulturdenkmals hängt nicht von der Eintragung in das Denkmalverzeichnis des Landes Hessen oder der Veröffentlichung in der Denkmaltopographie ab.

| Bild                                                                    | Bezeichnung                      | Lage                                                | Beschreibung | Bauzeit                    | Daten |
| ----------------------------------------------------------------------- | -------------------------------- | --------------------------------------------------- | --- | -------------------------- | ----- |
| Herrenhaus Lenderscheid (im ehemaligen Gutshof der Herren von Baumbach) | Herrenhaus Lenderscheid          | Am Schwimmbad 2 LageFlur: 2, Flurstück: 60/1        | Herrenhaus des ehemaligen Gutshofs von Baumbach | Spätes 18. Jahrhundert     |       |
| Ernhaus Lanertshäuser Straße 1                                          | Ernhaus Lanertshäuser Straße 1   | Lanertshäuser Straße 1 LageFlur: 2, Flurstück: 77/2 | Giebelständiges ehemaliges Ernhaus | 1805/6                     |       |
| Hofanlage Lanertshäuser Straße 3                                        | Hofanlage Lanertshäuser Straße 3 | Lanertshäuser Straße 3 LageFlur: 2, Flurstück: 81   | Hakenförmige Hofanlage mit giebelständigem Haupthaus. Ursprünglich Besitz der Freiherren von Gilsa, von 1655 bis 1958 der Herren von Baumbach. | 1799                       |       |
| Bild gesucht BW                                                         | Ernhaus Leuderöder Straße        | Leuderöder Straße 1 LageFlur: 3, Flurstück: 68/2    | Ernhaus mit traufseitigem profiliertem Rähmüberstand mit Mannverstrebungen an Bund- und Eckständern. Der Wirtschaftsteil in Fachwerk wurde zu Wohnzwecken umgebaut. Rückwärtige Erweiterung mit Tenne und Speicherobergeschoss.                                        | Spätes 18. Jahrhundert     |       |
| Ernhaus Zur Knüllhöhe 26                                                | Ernhaus Zur Knüllhöhe 26         | Zur Knüllhöhe 26 LageFlur: 1, Flurstück: 170/25     | Traufständiges Ernhaus. | um 1800                    |       |
| Wohnhaus Zur Knüllhöhe 49                                               | Wohnhaus Zur Knüllhöhe 49        | Zur Knüllhöhe 49 LageFlur: 2, Flurstück: 50/5       | Giebelständiges fünfachsiges Wohnhaus in Fachwerkbauweise. | Mitte des 19. Jahrhunderts |       |
| Evangelische Kirche Lenderscheid                                        | Evangelische Filialkirche        | Zur Knüllhöhe 51 LageFlur: 2, Flurstück: 108/1      | Dreiachsige barocke Saalkirche mit 5/8-Schluss, Mansarddach und zweistufigem oktogonalen Haubendachreiter über der Eingangsseite. Im Inneren eine Orgel von Johann Georg Bernhard aus dem Jahr 1787. Einfache Ausstattung, Kanzel hinter dem Altar und Kelch von 1756. | 1735–1740                  |       |